# 北野誠の世紀の雑談
『北野誠の世紀の雑談』（きたのまことのせいきのざつだん）とは、TBSラジオで毎月第4日曜深夜に放送されていた、トーク中心のラジオ番組のタイトルである。

## 概要
芸能人から政治家に至るまで、あらゆる分野で活躍している人を毎月一組ゲストに迎え、タイトル通りの雑談を展開する番組。
なおプロ野球シーズン中に同じ北野がパーソナリティーの朝日放送ラジオの「誠のサイキック青年団」が野球延長でずれ込んだ際にTBSとABCで同時間内に北野の異なる二つの番組がブッキングで流れるという現象があった。

## ゲスト
浅草キッド、岡部まり、大槻ケンヂなど「誠のサイキック青年団」の常連ゲストが多い。
- みうらじゅん
- 大川豊
- 大友康平
- 俵万智
- 羽野晶紀
- 遥洋子
- 嘉門達夫
- そのまんま東
- 岸部四郎
- 石田靖
- 井筒和幸
- 桑名正博
- 鈴木雅之

ほか